# Ulf Otto
Ulf Eyvindsson Otto, född 8 oktober 1931 i Stockholm, död 8 juli 2013, var en svensk barn- och ungdomspsykiater.
Otto, som var son till direktör Eyvind Otto och Lony Fiby, avlade studentexamen 1950, blev medicine kandidat i Stockholm 1953, medicine licentiat där 1958 och medicine doktor där 1971. Han innehade fältläkarstipendium 1955–1958, var förste underläkare vid psykiatriska avdelningen på Kronprinsessan Lovisas barnsjukhus 1958–1959 och 1962, vid medicinska kliniken där 1960, vid psykiatriska kliniken på Sankt Görans sjukhus 1961, överläkare vid barn- och ungdomspsykiatriska kliniken på Centralsjukhuset Kristianstad från 1962 och konsulterande läkare vid Ängelholms lasarett. Han var överläkare i Kristianstads läns omsorgsstyrelse från 1962. Han blev bataljonsläkare vid fältläkarkåren 1958, i reserven 1962. Han var sekreterare i barnpsykiatriska sektionen av Svenska Läkaresällskapet 1960–1963, vice ordförande 1968–1970.